# Most w Limyrze
Most w Limyrze (tur. Kırkgöz Kemeri) - starożytny most w Licji na terenach dzisiejszej Turcji oraz jeden z najstarszych mostów łukowych o dużej rozpiętości na świecie. Budowla o 360 metrach długości rozpięta jest nad rzeką Alakır Çayı niedaleko miasta Limyra i posiada 28 łuków o proporcjach od 5,3:1 do 6,4:1. Most został prawdopodobnie zbudowany w III wieku n.e.

## Literatura
- O’Connor, Colin: Roman Bridges, Cambridge University Press 1993: 126, ISBN 0-521-39326-4
- Wurster, Wolfgang W. & Ganzert, Joachim: Eine Brücke bei Limyra in Lykien, Archäologischer Anzeiger 1978: 288–307